# ديبورا مارتن
ديبورا مارتن (بالإنجليزية: Deborah Martin)‏ هي رسامة أمريكية، ولدت في 9 يونيو 1961 في بوسطن في الولايات المتحدة.

## وصلات خارجية
- الموقع الرسمي